# The Conspiracy of Pontiac
The Conspiracy of Pontiac er en amerikansk stumfilm fra 1910 af Sidney Olcott.

## Medvirkende
- Gene Gauntier
- Robert G. Vignola
- Jack J. Clark som Major Gladwynn
- Arthur Donaldson